# Gay Krant
Gay Krant ist ein niederländisches Magazin und erscheint seit 1980.
Die Gay Krant ist eine Zeitschrift für LGBT-Personen und wurde im Dezember 1979 gegründet. Chefredakteur der Gay Krant war bis 2013 der Journalist und Politiker Henk Krol, der nach seinem Einzug in die Zweite Kammer der Generalstaaten für die Partei 50PLUS diese Funktion aufgab. Gay Krant entstand anfangs als Magazin für die schwule Bar Du Masher in Eindhoven und entwickelte sich im Laufe der Jahrzehnte zu dem wichtigsten LGBT-Magazin in den Niederlanden. Die Auflage liegt bei circa 30.000 Ausgaben und erscheint seit 2000 im A4-Format.
Neben Henk Krol berichtete zwischen 1980 und 1989 der Journalist Arjan Broekhuizen als Redakteur für das Magazin. Zwischen 1990 und 2005 oblag diese Aufgabe dem Journalisten Hans van Velde. Seit 2005 übernimmt Adri van Esch diese Tätigkeit. Bekannte weitere Kolumnenschreiber für die Gay Krant sind unter anderem Marjan Berk, Boris Dittrich, Cees van der Pluijm und Hochschullehrer Rob Tielman aus Utrecht.

## Gay-Krant-Preis
Das Magazin vergab von 1992 bis 2006 den Gay-Krant-Preis für Emanzipationsaktivitäten für LGBT-Rechte. Der Preis wurde anfangs alle vier Jahre vergeben. Seit 2008 wurde der Preis zugunsten des neu vergebenen Preises zur Erinnerung an Jos Brink aufgegeben.
Mit dem Gay-Krant-Preis wurden ausgezeichnet:
- 1992: Jos Brink und Frank Sanders
- 1996: Jan van Kilsdonk
- 2000: Paul de Leeuw
- 2004: Boris Dittrich
- 2006: Will Ferdy